# Bishara Abd Allah al-Khuri

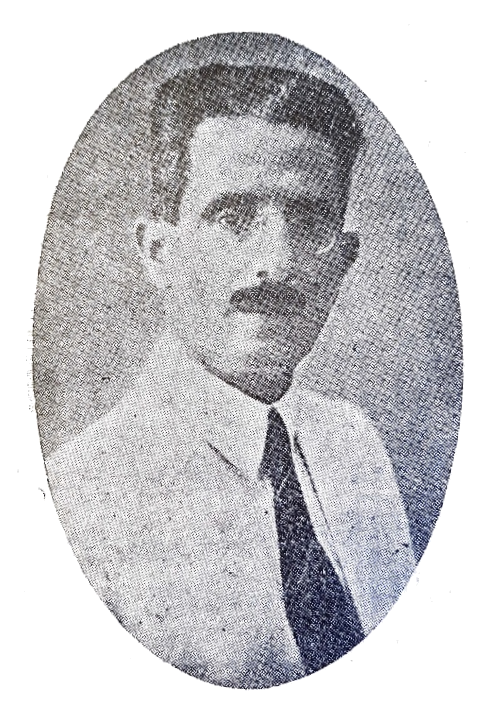

Bishara Abd Allah al-Khuri, född 1884, död 1968, var en libanesisk poet, känd under pseudonymen al-Akhtal as-Saghir.
al-Akhtal inspirerades av romantiska strömningar till en starkt emotionell poesi med bilder hämtade från naturen. 1908 grundade han tidskriften al-Barq ("Blixten"). Al-Akhtals första diktsamling al-Hawa wash-shabab utgavs 1953 och hans samlade dikter utkom 1961.